# Лука Кіліан
Лука Янніс Кіліан (нім. Luca Jannis Kilian, нар. 1 вересня 1999, Дортмунд, Німеччина) — німецький футболіст, захисник клубу «Кельн».

## Ігрова кар'єра

### Клубна
Лука Кіліан народився у Дортмунді і є вихованцем футбольної академії місцевого клубу «Борусія». Але до першої команди Кіліан не зумів пробитися, провівши сезон у другій клубній команді у Регіональній лізі.
У сезоні 2019/20 захисник захищав кольори клубу «Падерборн 07». Дебют на професійному рівні футболіста відбувся 28 вересня 2019 року у матчі проти мюнхенської «Баварії». Але за результатами сезону клуб посів останнє місце у Бундеслізі. Та при цьому сам футболіст залишився у вищому дивізіоні, приєднавшись до клубу «Майнц 05». 28 вересня 2019 року Кіліан дебютував у команді у матчі проти мюнхенської «Баварії». 
Провівши сезон у «Майнці», влітку 2020 року Кіліан відправився в оренду в інший клуб Бундесліги - «Кельн». А по закінченню орендного договору влітку 2022 року, Кіліан підписав з «Кельном» повноцінний контракт до 2025 року.

### Збірна
З 2016 року Лука Кіліан виступав за юнацькі збірні Німеччини. 
В період з 2019 по 2020 роки футболіст зіграв сім поєдинків у складі молодіжної збірної Німеччини.